# 高橋剛 (彫刻家)
高橋 剛（たかはし ごう、本名の読み：たかはし たけし、1921年（大正10年）8月31日 - 1991年（平成3年）9月5日）は日本の彫刻家。山形県酒田市出身。
バレリーナをモチーフとした彫刻で知られ、昭和30年代（1955年 - 1964年）中頃まで木彫を中心に制作したが後に塑像へ転向した。

## 略歴
1921年（大正10年）8月31日、神社仏閣の木彫を生業とする生家に生まれる。祖父は宮彫師、父は日本美術院所属の仏教彫刻家。父に師事し木彫を始める。
1940年（昭和15年）上京、翌1941年（昭和16年）東京美術学校入学、関野聖雲に師事。1946年（昭和21年）東京美術学校（現東京芸術大学）卒業。
1947年（昭和22年）、第3回日展に初入選。1949年（昭和24年）より北村西望に師事。1954年（昭和29年）第10回日展にて「バレリーナ」を出品後、同モチーフを追い求めるようになり、1956年（昭和31年）第12回日展・1957年（昭和32年）第13回日展・1958年（昭和33年）第14回日展の3年連続で特選を受賞。1960年（昭和35年）より日展会員。1961年（昭和36年）、日本芸術院賞恩賜賞受賞。1962年（昭和37年）より日本彫塑会会員。
1981年（昭和56年）、第13回日展にて内閣総理大臣賞。1986年（昭和61年）日本芸術院賞恩賜賞受賞。
1987年（昭和62年）日本彫刻会理事、委員長に就任、同年東京家政大学名誉教授。
1991年（平成3年）6月、故郷の芸術振興を目的として石膏原型178点を酒田市に寄贈。同年9月5日、脳出血のため東京都新宿区の病院で死去。

## 評価
「鍛えぬかれたバレリーナの肉体をモチーフに、そこに宿る清新な精神の表出を試みた」「堅実な写実をもって、無駄のない肉付けとバランス感覚、生命感ある躍動的なフォルムの中に、永遠の女性美を求めている」などの評価がある。